# Festival de cinéma de la Ville de Luxembourg
Le Festival de cinéma de la Ville de Luxembourg, (anglais : Luxembourg City Film Festival, ou en abrégé Lux Film Fest), est un festival de cinéma organisé en principe chaque année par la Ville de Luxembourg avec d'autres partenaires.
Il a changé plusieurs fois de nom et de concept depuis 2007. Il existe sous sa forme actuelle depuis 2015.

## Histoire
En 2007, la ville de Luxembourg a lancé, en collaboration avec le Centre national de l'audiovisuel (CNA), un festival sous le nom de DirActors Cut - Luxembourg City International Film Festival, qui a été rebaptisé DirActors International Film Festival Luxembourg City en 2009. Ce festival, organisé par la ville de Luxembourg et le CNA (sous la forme d'une Association sans but lucratif), met particulièrement à l'honneur des acteurs s'étant essayé à la réalisation.
La première édition s'est déroulée du 10 au 13 octobre 2007. Parmi les acteurs-réalisateurs présents au festival figuraient Guillaume Canet, Jane Birkin, Dani Levy, Sophie Marceau, Nils Tavernier et Maria de Medeiros. Avec une carte blanche, ils parlent au public des films dans lesquels ils ont joué, et de leur choix de passer derrière la caméra, le cas échéant.
La deuxième édition s'est déroulée du 15 au 19 octobre 2008. Les invités étaient Martin Walz (de), Emmanuelle Béart, Martin Provost, Fabrice Du Welz, Dominique Abel et Fiona Gordon, Pol Cruchten, Luc Feit, Maud Linder, Achim von Borries, Robin Renucci, Sandrine Bonnaire, Laetitia Colombani, Nicolette Krebitz, Marion Laine et Safy Nebbou.
La troisième édition s'est déroulée du 15 au 19 octobre 2009. Parmi les invités figuraient cette fois Carole Bouquet, Luc Picard, Samir Guesmi et Lionel Baier.
En 2010, il n'y a pas eu de festival.
En 2011, du 28 avril au 5 mai, le festival est organisé pour la première fois sous une nouvelle forme, et sous le nom Discovery Zone - Luxembourg Film Festival. L'idée était de prendre en compte l'évolution de la scène cinématographique luxembourgeoise, notamment de la jeune génération, en présentant et projetant des films d'une part, et d'autre part en donnant la possibilité au public de découvrir le monde du cinéma à travers des Ateliers. La deuxième édition s'est déroulée du 1er au 9 mars 2012, la troisième du 28 février au 8 mars 2013 et la quatrième du 28 février au 9 mars 2014.
Depuis la cinquième édition, en 2015, le festival porte aujourd'hui le nom de Festival de cinéma de la Ville de Luxembourg, (anglais : Luxembourg City Film Festival).
La 10e édition, qui devait durer du 5 au 15 mars 2020, a dû être annulée en raison de la pandémie de Covid-19. La 11e édition s'est bien déroulée en 2021, toujours à l'ombre de la pandémie, du 4 au 14 mars ; les films ont été projetés en partie au cinéma et en partie en ligne.
La 12e édition s'est déroulée du 3 au 13 mars 2022, la 13e du 2 au 12 mars 2023 et la 14e du 29 février au 10 mars 2024.